# Arthur Bambridge
Arthur Leopold Bambridge (Windsor, 16 giugno 1861 – Leigh-on-Sea, 27 novembre 1923) è stato un calciatore inglese, di ruolo difensore.
Suo fratello Ernest fu anch'egli calciatore.

## Carriera

### Nazionale
Ha collezionato tre presenze con la propria Nazionale.

## Statistiche

### Cronologia presenze e reti in Nazionale
| Cronologia completa delle presenze e delle reti in nazionale ― Inghilterra | Cronologia completa delle presenze e delle reti in nazionale ― Inghilterra | Cronologia completa delle presenze e delle reti in nazionale ― Inghilterra | Cronologia completa delle presenze e delle reti in nazionale ― Inghilterra | Cronologia completa delle presenze e delle reti in nazionale ― Inghilterra | Cronologia completa delle presenze e delle reti in nazionale ― Inghilterra | Cronologia completa delle presenze e delle reti in nazionale ― Inghilterra | Cronologia completa delle presenze e delle reti in nazionale ― Inghilterra |
| Data                                                                       | Città                                                                      | In casa                                                                    | Risultato                                                                  | Ospiti                                                                     | Competizione                                                               | Reti                                                                       | Note                                                                       |
| -------------------------------------------------------------------------- | -------------------------------------------------------------------------- | -------------------------------------------------------------------------- | -------------------------------------------------------------------------- | -------------------------------------------------------------------------- | -------------------------------------------------------------------------- | -------------------------------------------------------------------------- | -------------------------------------------------------------------------- |
| 26-02-1881                                                                 | Blackburn                                                                  | Inghilterra                                                                | 0 – 1                                                                      | Galles                                                                     | Amichevole                                                                 | -                                                                          |                                                                            |
| 03-02-1883                                                                 | Londra                                                                     | Inghilterra                                                                | 5 – 0                                                                      | Galles                                                                     | Amichevole                                                                 | -                                                                          |                                                                            |
| 23-02-1884                                                                 | Belfast                                                                    | Irlanda del Nord                                                           | 1 – 8                                                                      | Inghilterra                                                                | Amichevole                                                                 | 1                                                                          |                                                                            |
| Totale                                                                     |                                                                            | Presenze                                                                   | 3                                                                          |                                                                            | Reti                                                                       | 1                                                                          |                                                                            |